# Liste des édifices religieux d'Aix-en-Provence
Cet article présente la liste des édifices religieux situés dans le territoire de la ville d'Aix-en-Provence.
Note : cette liste n'est pas exhaustive.

## Églises catholiques
- Cathédrale Saint-Sauveur, rue Jacques de la Roque.
- Église de l'Immaculée-Conception, chemin de Fontrousse de Couteron.
- Église Notre-Dame-de-l'Arc, rue de la Fourane.
- Église Notre-Dame-de-l'Assomption (Puyricard)
- Église Notre-Dame de la Seds, ancienne cathédrale primitive, avenue Jean Dalmas.
- Église Sainte-Anne dite des Pinchinats, route des Pinchinats de Tournon.
- Église Sainte-Marie-Madeleine dite la Madeleine, place des Prêcheurs.
- Église Sainte-Marie-Madeleine, avenue Louis Amouriq aux Milles.
- Église Saint-André, avenue André Magnan au Val Saint-André.
- Église du Saint-Esprit, rue Espariat.
- Église Saint-Eutrope, avenue du Docteur Bertrand.
- Église Saint-François-d'Assise, boulevard des Deux Ormes.
- Église Saint-Georges, avenue des Libérateurs de Luynes.
- Église Saint-Jean-Baptiste du Faubourg, cours Sextius.
- Église Saint-Jean-de-Malte, rue Cardinale.
- Église Saint-Jean-Marie-Vianney, avenue Jean et Marcel Fontenaille au Pont de Béraud.
- Église Saint-Jérôme, avenue de la Cible.
- Église Saint-Paul, avenue de l'Europe.
- Église Saint-Thomas-de-Villeneuve, cours des Arts et Métiers.

## Chapelles
- Chapelle des Missionnaires Oblats de Marie-Immaculée, place Forbin.
- Chapelle de la Baume, chemin de la Blaque de la Baume.
- Chapelle du château de Grand Saint Jean, route du Grand Saint-Jean.
- Chapelle de l'ancien couvent des Augustins, rue Espariat (désaffectée).
- Chapelle de l'ancien couvent des Andrettes des Ursulines, rue Cardinale (lycée Mignet).
- Chapelle de l'ancien couvent des Dames Carmélites, boulevard Carnot (désaffectée, auditorium du lycée Vauvenargues).
- Chapelle du domaine agricole, route de Saint-Canadet au Philippine (Ruines).
- Chapelle du domaine du Saint-Esprit de Patheron Sud.
- Chapelle de l'école et collège Saint-Joseph, cours Saint-Louis.
- Chapelle de l'école primaire du Sacré-Cœur, place Charles-Tillon.
- Chapelle du Grand Séminaire, cours de la Trinité.
- Chapelle des Jésuites du lycée du Sacré-Cœur, rue Lacépède.
- Chapelle du lycée Sainte-Marie, rue Jouques.
- Chapelle de la maternité catholique l'Étoile, route de Puyricard.
- Chapelle des Pénitents blancs, rue Joffre (musée Granet, désaffectée).
- Chapelle des Pénitents bleus, rue du Bon-Pasteur (désaffectée).
- Chapelle de la confrérie des Pénitents gris, dite chapelle des Bourras, rue Lieutard.
- Chapelle des Petites Sœurs des Pauvres avenue Jean-Dalmas (institut de Sciences Politiques).
- Chapelle du Refuge, rue Sallier.
- Chapelle Jean-Paul II, rue Jean Andreani (ensemble scolaire la Nativité).
- Chapelle Notre-Dame-de-la-Consolation, avenue Philippe-Solari.
- Chapelle Notre-Dame-de-l'Immaculée-Conception, Fraternité Saint-Pie X, cours Gambetta.
- Chapelle Notre-Dame-du-Rosaire, chemin des Plâtrières de Celony.
- Chapelle Notre-Dame du Serre, chemin du Serre.
- Chapelle Sainte-Catherine-de-Sienne de l'ancien monastère de la Visitation, rue Mignet.
- Chapelle Saint-Mitre-des-Champs, route d'Eguilles de Saint-Mitre.
- Chapelle Saint-Antoine, rue de la Verrerie (désaffectée, restaurant).
- Chapelle de la bastide la Félicité, route des Milles à la Baume.
- Chapelle de la bastide de Romégas chemin de Saint-Donat de Romégas.
- Chapelle de l'hôpital Montperrin, avenue du Petit-Barthélémy.
- Chapelle de la résidence étudiante la Providence, rue du Bon-Pasteur.
- Chapelle du lycée Saint-Éloi, avenue Jules-Isaac.
- Chapelle de la maison de retraite Saint-Thomas, cours des Arts-et-Métiers.
- Chapelle du collège Campra, rue Pierre-et-Marie-Curie.
- Chapelle du pavillon Lenfant, route de Sisteron.

## Temples protestants
- Temple réformé, rue Villars, paroisse membre de l'Église protestante unie de France
- Temple évangélique réformé, rue de la Masse, paroisse membre de l'UNEPREF

## Églises évangéliques
- Église évangélique assemblée chrétienne, rue Irma Moreau.
- Église évangélique assemblée de Dieu, chemin Floralies.
- Église évangélique baptiste, cours des Arts et Métiers.
- Église évangélique libre, avenue du Deffens.
- Église adventiste du septième jour, impasse Grassi.

- Église de Jésus-Christ des saints des derniers jours, avenue Marius Jouveau.
- Salle du royaume des témoins de Jéhovah, boulevard de la Grande Thumine.

## Églises orthodoxes
- Église orthodoxe des Saints-Archanges, Patriarcat Œcuménique, anciennement chapelle de la Pureté, 13 rue Bédarrides près de la Rotonde.
- Église orthodoxe roumaine Saint-Jean-de-Cassien, route de Berre aux Granettes.

## Mosquées
- Mosquée, rue des Gondreaux, au centre ville.
- Mosquée René Guénon, quartier d'Encagnane.
- Mosquée, route de Berre, quartier Jas de Bouffan.
- Mosquée, rue Édouard Herriot.

## Synagogue
- Synagogue, rue de Jérusalem.